# 阿克卡拉姆帕尔莱
阿克卡拉姆帕尔莱（Akkarampalle），是印度安得拉邦Chittoor县的一个城镇。总人口20325（2001年）。

## 人口
该地2001年总人口20325人，其中男性10302人，女性10023人；0—6岁人口2621人，其中男1360人，女1261人；识字率61.60%，其中男性为69.56%，女性为53.42%。